# In the Absence of Pink
Albums de Deep Purple
Scandinavian Nights
(1988) Gemini Suite Live
(1993)
In the Absence of Pink est un album live de Deep Purple enregistré au festival de Knebworth le 22 juin 1985 et sorti en 1991 lors de la tournée de Perfect Strangers (qui fut un énorme succès) 70 000 fans ont fait le déplacement mais la qualité du son est moins bonne à cause de l'importante pluie.

## Liste des titres

### Disque 1
1. Highway Star (Blackmore, Gillan, Glover, Lord, Paice) - 6:57
2. Nobody's Home (Blackmore, Gillan, Glover, Lord, Paice) - 4:08
3. Strange Kind of Woman (Blackmore, Gillan, Glover, Lord, Paice) - 8:47
4. Gypsy's Kiss (Blackmore, Gillan, Glover) - 6:20
5. Perfect Strangers (Blackmore, Gillan, Glover) - 6:54
6. Lazy (Blackmore, Gillan, Glover, Lord, Paice) - 7:03
7. Knocking at your Back Door (Blackmore, Gillan, Glover) - 9:10

### Disque 2
1. Difficult to Cure (Beethoven, Blackmore, Glover, Airey) - 9:23
2. Space Truckin'  (Blackmore, Gillan, Glover, Lord, Paice) - 14:49
3. Speed King (Blackmore, Gillan, Glover, Lord, Paice) - 10:12
4. Black Night (Blackmore, Gillan, Glover, Lord, Paice) - 6:43
5. Smoke on the Water (Blackmore, Gillan, Glover, Lord, Paice) - 10:24

## Composition du groupe
- Ian Gillan : chant
- Ritchie Blackmore : guitare
- Jon Lord : claviers
- Ian Paice : batterie
- Roger Glover : basse